# 斯特赖恩

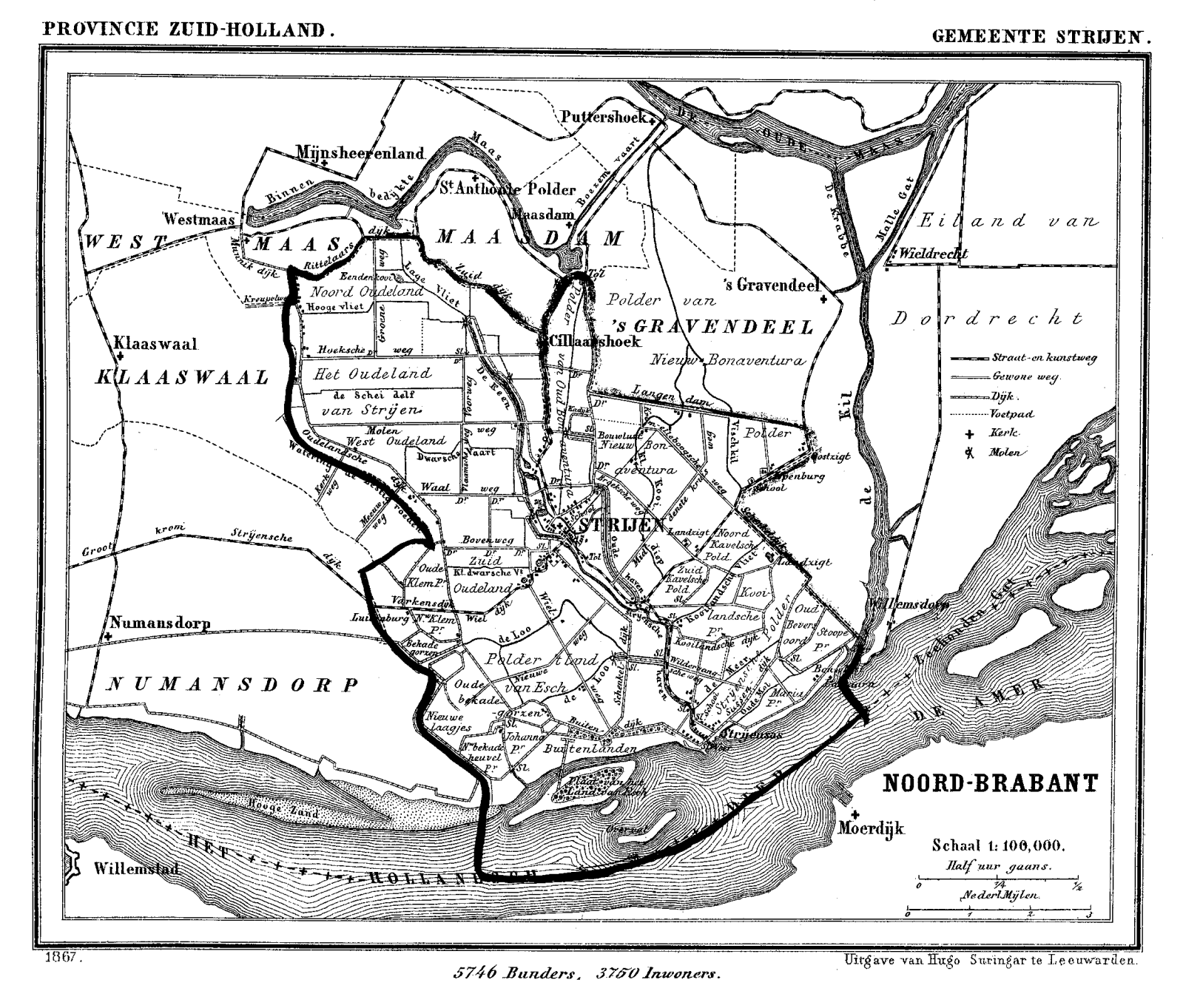
1867年的斯特赖恩

斯特赖恩（荷蘭語：Strijen，荷蘭語：[ˈstrɛi̯ən] ⓘ）是荷兰南荷兰省的一个旧市镇。2004年人口9,312。面积57.72 km²，其中6.50 km²为水域。2019年1月1日，斯特赖恩与市镇克罗姆斯特赖恩、科伦代克、旧拜耶兰和宾嫩马斯合并为新市镇“胡克瑟瓦尔德”（Hoeksche Waard）。